# Audima
Audima é uma plataforma de áudio digital que converte textos em voz humana. A plataforma foi fundada em 2017 por empreendedores brasileiros que queriam tornar a informação mais acessível para pessoas com deficiência visual, dislexia ou dificuldade de leitura.
Audima tem como missão democratizar o acesso à informação e à educação, oferecendo uma alternativa ao texto escrito. A plataforma também visa aumentar o engajamento e a retenção dos usuários, que podem consumir conteúdo de forma mais conveniente e confortável.
A plataforma conta com uma equipe de profissionais de diversas áreas, como engenharia, design, marketing e jornalismo. Também tem parcerias com instituições como a Fundação Dorina Nowill para Cegos, a Associação Brasileira de Dislexia e o Instituto Benjamin Constant. Além disso, Audima fez parte do programa Google for Startups Accelerator, que apoia startups inovadoras e com impacto social e, em 2024, recebeu o prêmio Visão Consciente da Fecomércio-RJ.
O Instituto Rodrigo Mendes (IRM) fechou uma parceria com a Audima em maio de 2019 para aumentar a acessibilidade do site. O portal Omelete, uma empresa de entretenimento que produz conteúdo sober cultura pop, cinema, jogos eletrônicos e eSports, já conta com parceria com a Audima.